# 王様ラジオキッズ
『王様ラジオキッズ』（おうさまラジオキッズ）は、ラジオ関西で2002年4月7日から2019年3月31日まで放送されていたラジオ番組である。

## 概要
ラジオでは全国的にも珍しい、幼稚園児から小学生をターゲットとした子どもやそのファミリーに向けた生放送のワイド番組である。パーソナリティは、保育園で保育士として勤務していた経験を持つ木村三恵（愛称は「みーたん」）が担当している。子どもを中心に幅広い世代に受けいれられており、ラジオ関西の番組の中でも名実ともに屈指の人気を得ている番組の一つである。
番組終了時の放送日時は、毎週日曜 13:00 - 16:00となっている。開始当初は14:00 - 16:00で、後に30分拡大されて14:00 - 16:30となったのを経ている。
ただし、当番組の一部の時間帯を使って競輪や競艇（GIなどの重賞レースのみ）の中継などの特番が不定期に行われることがあり、この場合は放送時間が短縮される（短縮が行われる場合は、その前週のエンディングと当日の放送内で木村から告知される）。とはいえ、番組の人気が安定していくに連れて、このような措置はほとんどなくなっている。
年に数回ほど、通常のラジオ関西の本社にあるスタジオ以外の場所で公開生放送を行うことがあり、このときにはゲストが登場することが多い。ちなみに、このうち1回は日清食品の提供で8月下旬に『チキンラーメン バースデースペシャル』として行われている（同商品が1958年8月25日に発売されたことから）。また、一部のコーナーはスケジュールの都合により録音放送となるほか、放送の終了後には子ども向けのおもちゃなどが当たるビンゴ大会が行われる。
過去に賞を受賞したこともあり、近畿地区番組コンクールの生ワイド部門で1位を、2004年5月31日には第41回ギャラクシー賞のラジオ部門大賞を受賞した。
2019年2月24日の放送で、当番組が終了することが発表され、3月31日の放送をもって終了。17年の歴史に幕を閉じた。

### 出演者
- 木村三恵
- ピカチョー[2]（ゲームに詳しいお兄さん）
- 高塚恵子（ラジオ関西に所属する「ニュースのお姉さん」）
  - おーたん1号（ - 2005年）
  - おーたん2号（2006年 - 2009年3月29日・2012年4月 - 2014年3月）[3]
  - おーたん3号（2009年4月5日 - 2012年3月）

### 特徴
- いわゆるラジオネームを「キッズネーム」と呼んでいる。また、番組に携わっているスタッフのほか、交通情報を担当するJARTICの各オペレーターにも、キッズネームが付けられている（いずれも放送中に決める）。
- ジングルは、パーソナリティの木村によるさまざまな物真似である。その種類はアニメ・特撮番組の登場人物を初めとして、お笑い芸人・歌手・交通情報・電車の車掌など多種多様である。
  - 時期によっては、木村の物真似ではなく本人によって読み上げられるものが放送されることもある。これらのほとんどはアニメキャラクターによるもので、かつ元ネタの作品の宣伝を兼ねていることがほとんどである[4]。また、過去に何度かスタジオにゲスト出演した者もある。
  - なお、ジングルの対象となるアニメ・特撮番組についてはテレビ東京系列局のテレビ大阪で放送されている作品も多いが、ラジオ関西の放送対象地域である兵庫県や近隣の京都府では、BSデジタル放送局のBSテレ東を受信できないと視聴できないことが多いため、地域によってはジングルの元ネタがわからないリスナーも少なくない。『ポケットモンスター』に至っては、47都道府県の中でラジオキッズの本来の放送対象地域の兵庫県のみが未放送という皮肉な事態にもなっている。
- 子どもを対象とした番組ではあるが、「生放送のワイド番組」としての位置づけもあるため、番組開始当初からニュースと天気予報のコーナーが2回設けられている。このうち、ニュースでは『名探偵コナン』の次回予告のテーマ曲がBGMに使われている（BGMを使用しない日もある）。

## 年間リクエスト1位獲得曲
2005年までは、毎年12月最終週の放送でその年の1年間に寄せられたリクエスト曲のリクエスト回数を集計して、上位10曲を発表していた。
2006年から数年間は、年間リクエストランキングに代わって、1年間の代表曲を集めた『キッズの紅白歌合戦』を行っていた（『NHK紅白歌合戦』のパロディ）。
| 年度   | 曲名                                      | 歌手名     |
| 2003年 | 世界に一つだけの花                        | SMAP       |
| 2004年 | DANZEN!ふたりはプリキュア                 | 五條真由美 |
| 2005年 | DANZEN!ふたりはプリキュア (Ver.Max Heart) | 五條真由美 |